# Henry Slade (Betrüger)
1. WEITERLEITUNG Henry Slade (Spiritist)